# 이윤하 (1987년)
이윤하(1987년 ~)는 대한민국의 쇼핑 호스트다.

## 방송
- 신입사원 (2011) - Top6

## 경력
- K쇼핑 쇼핑호스트 (2016~2017)
- NS홈쇼핑 쇼핑호스트 (2017~2023)